# معركة السلطان يعقوب

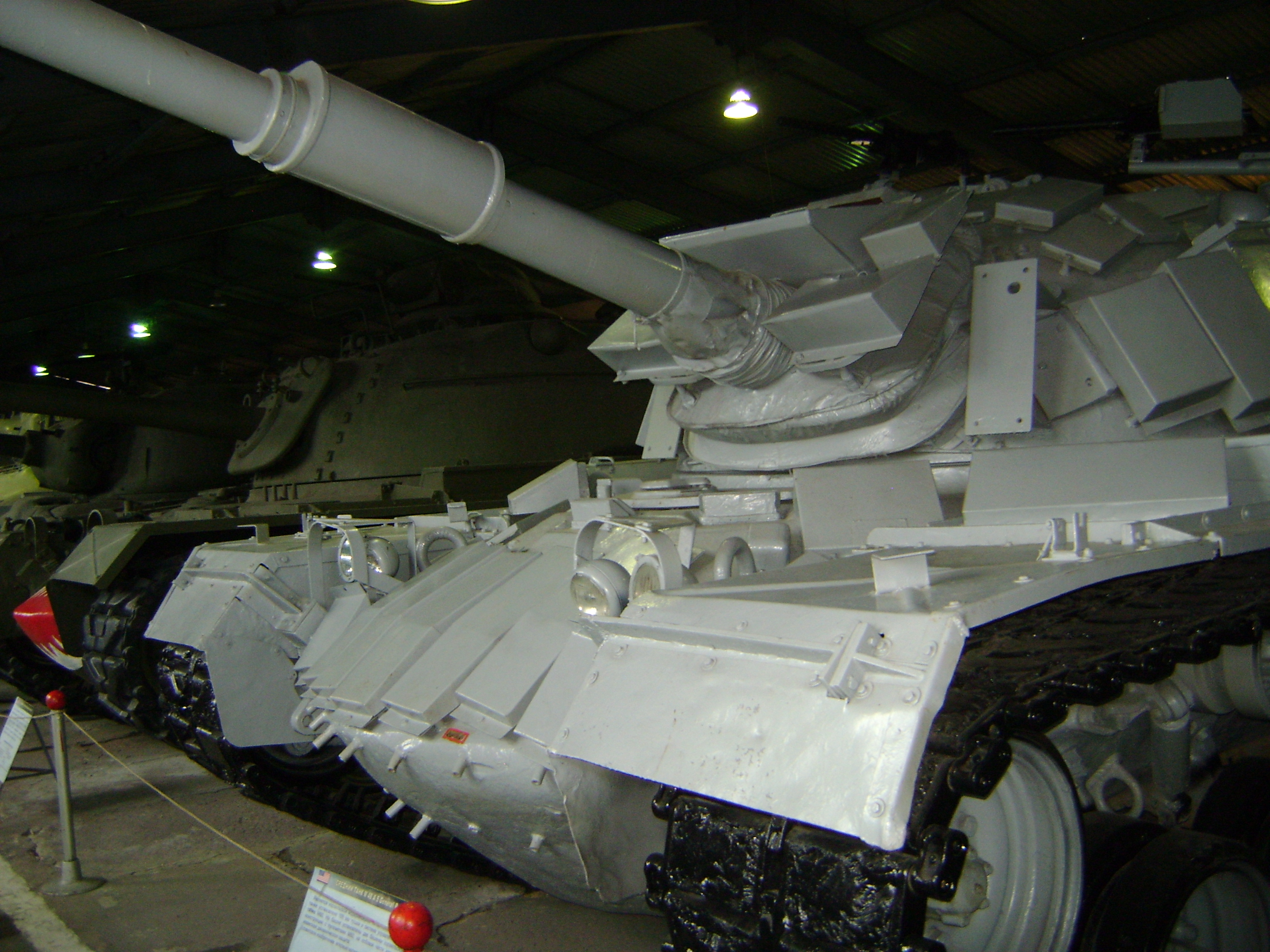
دبابة باتون 48 الإسرائيلية تم أسرها من قبل الجيش السوري ومعروضة في المتحف الروسي.

معركة السلطان يعقوب، معركة حدثت بين القوات السورية والقوات الإسرائيلية خلال حرب لبنان في 10 حزيران 1982م.
انتهت المعركة بتراجع الإسرائيليين وإجبارهم على الانسحاب. قُتل 30 جندياً إسرائيلياً وأسر اثنان على الأقل وتم تدمير أكثر من 20 دبابة واغتنام أخرى.

## المعركة
في بداية الغزو، اجتازت الفرقة 90 بقيادة اللواء الإسرائيلي جيورا ليف قرية مرجعيون وتمركزت في مواقع حول قريتي كوكبا وحاصبيا. ومن هناك، بدأت في دفع اللواء المدرع 76 و91 السوري التابع للفرقة العاشرة، شمالاً عند وادي البقاع باتجاه جب جنين. واستخدمت القوات السورية بمهارة طائرات غازيل لدعم عملية التأخير وأطلقت صواريخ هوت على الأرتال الطويلة من المركبات الإسرائيلية المنتشرة على الطرق،وردت إسرائيل بطائرات كوبرا التي تستخدم ضد أهداف أرضية وطائرات غازيل.
في يوم 10 يونيو، أسرعت الفرقة 90 الإسرائيلية إلى الأمام بهدف السيطرة على أكبر مساحة ممكنة من الأرض قبل تطبيق اتفاق وقف إطلاق النار. وفي وقت متأخر من تلك الليلة، نجحت معظم الكتيبة 362، بالإضافة إلى بلوجا كاف من الكتيبة 363 في اختراق المشاة السورية في قرية السلطان يعقوب لتجد نفسها معزولة ومحاصرة. وفي الفجر، أفلتت القوات الإسرائيلية وهربت إلى الجنوب بدعم 11 كتيبة مدفعية قامت بإطلاق النيران على القوات السورية وأحاطت قواتها بستار من النيران. وفي المعركة التي دامت ست ساعات، خسر الجيش الإسرائيلي ثماني دبابات وحوالي 30 قتيلاً، وأسر ثلاثة على الأقل. وفشلت القوات الإسرائيلية في تدمير دبابات مجاح 3 إم-48 إيه 3 المعطلة التي تركتها خلفها واستعادتها القوات السورية في اليوم التالي. وتعرض الآن واحدة على الأقل في متحف بانوراما حرب تشرين في دمشق.، بتاريخ 8 حزيران 2016 قامت السلطات الروسية بإعادة دبابة إسرائيلية كانت قد أخذتها كهدية من القوات السورية.

## النتائج
تم اعتبارها فشلاً استخباراتيًا إسرائيليًا، وتم أسر الجنود الثلاثة والتجول بهم في شوارع دمشق محمولين على ظهر دبابتهم التي تم الاستيلاء عليها. وأكد مراسل مجلة تايم دين برليش رؤيته للجنود الثلاثة المأسورين أحياء في ذلك الوقت. ومن بين الجنود الثلاثة مواطن إسرائيلي-أمريكي يدعى زخاري بوميل الذي تمت استعادة رفاته بتاريخ 3 أبريل 2019،  بينما لا يزال مصير يهودا كاتس مجهولا و تسفي فيلدمان تم العثور عليه